# プリアタン
プリアタン村(Desa Peliatan)は、インドネシア共和国バリ州ギャニャール県ウブド郡の村。ウブド郡の中心であるウブド村の東に隣接しており、市街は連続している。特にバリ舞踊の盛んな村として知られ、プリアタンの王宮などで、観光客向けの催しも多く行われている。また、村南部、タガス(Teges)の舞踊団も外国公演を行っている。
ウブドの中心から中心街ラヤ・ウブド通りを東に突き当たった所が村の北部にあたり、アンドンと呼ばれる。ここの交差点からチョクグデライ通りを南に進んだ付近が村の中心部で、王宮などが存在する。さらに南に突き当たるとプリアタン・ラジャ通りで、この付近はカラーと呼ばれ、村の南端に近い。ここから少し東に行ったあたりがタガスである。
タガスから南に行くと、木彫で有名なウブド郡マス村である。
一方、アンドンから北に向かうとウブド郡プトゥル村を経て、棚田で有名なテガララン村（テガララン郡）に至る。